# Geraint, fill d'Erbin
Geraint, fill d'Erbin (en gal·lès mitjà: Geraint uab Erbin) és un poema medieval gal·lès que rendeix homenatge a l'heroi Geraint i les seves gestes durant la batalla de Llongborth. El poema està format per estrofes d'estil englyn de tres versos cadascuna i es conserva en diverses versions, totes en gal·lès mitjà. La versió més antiga coneguda apareix en el Llibre negre de Carmarthen, completat al voltant de l'any 1250, tot i que el poema podria haver-se escrit entre els segles x i xi. El poema destaca per ser un dels primers on s'esmenta el llegendari rei Artús.

## Poema i context
El protagonista del poema, Geraint mab Erbin, va ser una figura popular en la tradició gal·lesa i apareix en una sèrie de fonts subseqüents. Genealogies posteriors el situen a l'oest de Gran Bretanya i al sud de Gal·les a finals del segle vi. En l'antic poema Y Gododdin hi ha referències a un "Geraint des del sud", probablement una al·lusió a Geraint mab Erbin. Tot i així, Geraint va assolir la fama amb la publicació de Geraint ac Enid, un conte que segueix la narrativa de l'obra francesa Erec i Enide de Chrétien de Troyes.
Geraint, fill d'Erbin fa servir la repetició en celebrar les gestes de Geraint a Llongborth, un lloc que podria identificar-se amb Langport, Somerset, tot i que llongborth pot referir-se també a un "port de vaixells", semblant al longphort viking a Irlanda. Cada englyn repeteix la forma dels altres amb més o menys variació. En una estrofa s'esmenta al rei Artús com a amerauder o emperador. Aquesta és la primera referència coneguda a Artús com a emperador, un títol utilitzat freqüentment en obres posteriors però pràcticament absent en material antic. L'associació amb Artús també mostra que ja des de molt aviat Geraint formava part de l'òrbita d'Artús, un procés que es repeteix amb altres herois de la tradició gal·lesa.